# Рукав річки

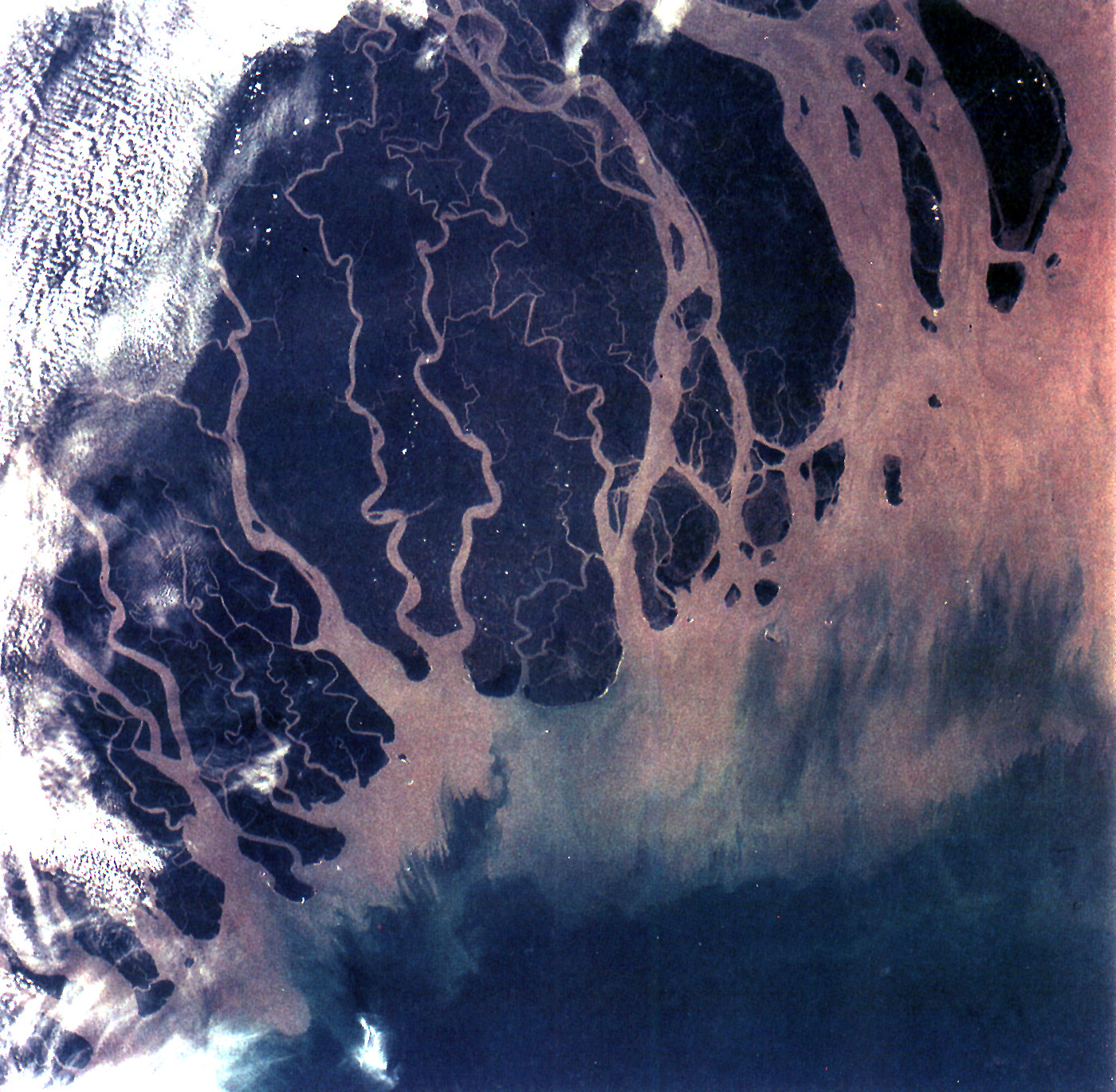
Численні рукави Дельти Гангу з космосу

Рука́в рі́чки, інколи канал (синоніми — розтік, розтока, зарічок, сага, віднога) — водяний потік, що відійшов у бік від головного русла річки, який нижче за течією знову впадає у цю ж річку. Має сформоване відокремлене русло з усіма властивими річковому руслу особливостями морфологічної будови.
Окремі рукави є характерними утвореннями річкової дельти біля впадіння річки до озера або моря, але вони часто виникають і вглибині суходолу, особливо в безстічних областях та при впадінні до річки приток.
Крім рукавів, існують такі види розгалужень річок:
- відгалуження — довгий рукав, схожий на самостійну річку;
- протока — вторинне русло річки при його поділі на декілька рукавів.

Крім того, існує рідкісний вид розгалуження — біфуркація, коли рукави річки більше не з'єднуються між собою, а впадають у різні водойми.